# Elaeodendron vitiense
Elaeodendron vitiense är en benvedsväxtart som beskrevs av Albert Charles Smith. Elaeodendron vitiense ingår i släktet Elaeodendron och familjen Celastraceae. Inga underarter finns listade.